# Strefa wpływu ciepła

Strefy złącza spawanego. 1 – materiał podstawowy, 2 – stefa wpływu ciepła, 3 – spoina

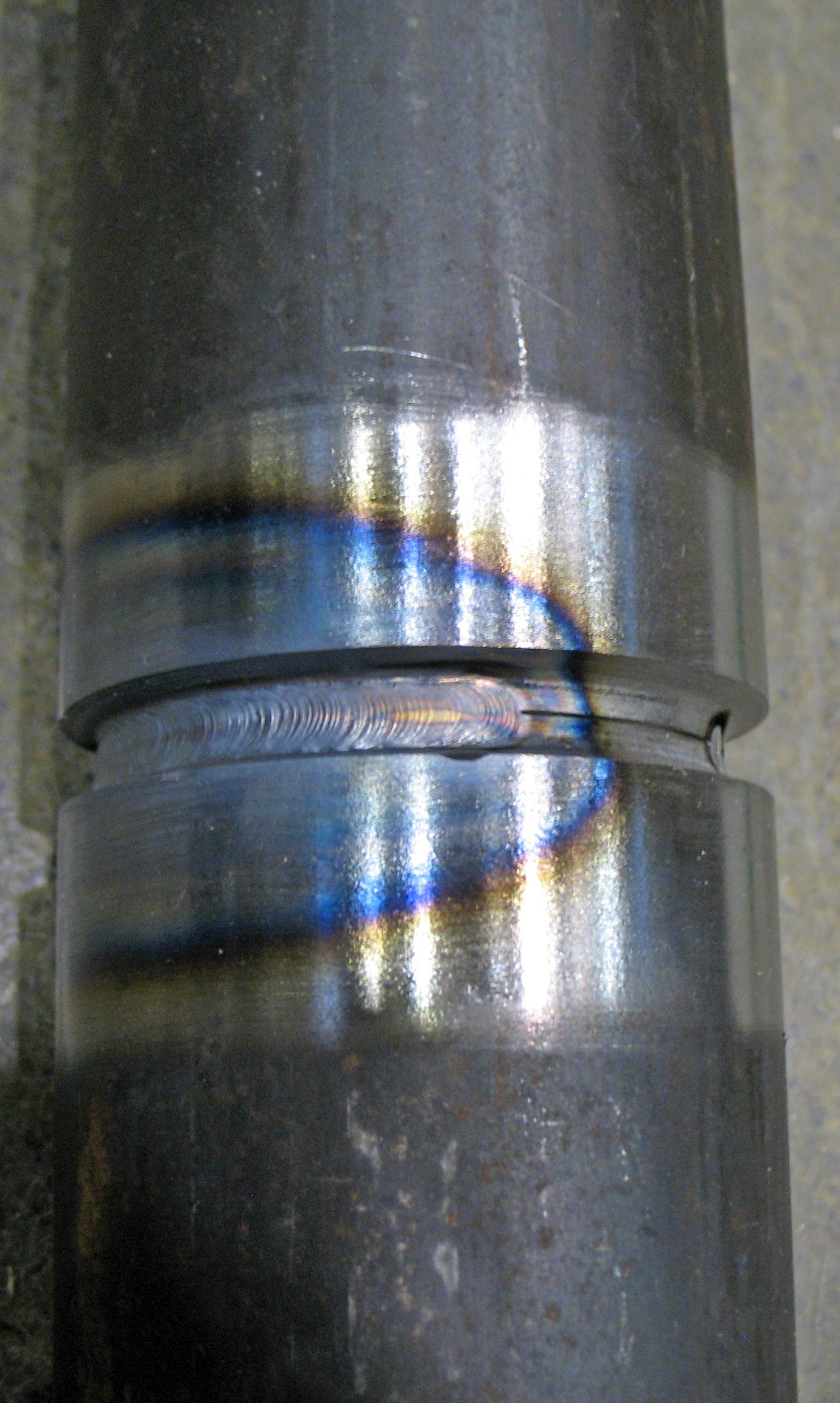
Spoina. Widoczny niebieski obszar jest wynikiem utleniania się metalu w wysokich temperaturach, dla spawania gazowego około 316 °C, ale nie odpowiada strefie wpływu ciepła. Strefa wpływu ciepła to jedynie obszar materiału w najbliższym sąsiedztwie spoiny.

Strefa wpływu ciepła – obszar wokół spoiny w spawanych materiałach metalowych, jak i termoplastach. Struktura mikroskopowa i właściwości tej strefy są inne niż materiałów łączonych i spoiny. Strefa wpływu ciepła powstaje podczas spawania, zgrzewania oraz cięcia laserowego i plazmowego. Ciepło dostarczane w tych procesach, a co za tym idzie, odprowadzanie ciepła, wpływają na materiał wokół spoiny lub linii cięcia. Stopień i obszar zmiany właściwości w strefie zależy od rodzaju łączonych materiałów, materiału elektrody oraz natężenia i koncentracji dostarczanego ciepła w procesie spawania lub cięcia.
Przewodzenie ciepła przez łączone materiały ma zasadniczy wpływ na powstawanie strefy wpływu ciepła. Jeśli materiał dobrze przewodzi ciepło, szybko oddaje ciepło do otoczenia i wówczas strefa wpływu ciepła jest relatywnie mała. Drugim istotnym czynnikiem jest koncentracja strumienia ciepła dostarczanego w procesie spawania. Mała koncentracja strumienia (spawanie gazowe) daje w efekcie duże rozmiary strefy wpływu ciepła. Procesy o dużej koncentracji (spawanie laserowe) pozwalają na uzyskanie bardzo małej strefy wpływu ciepła.
Ilość dostarczanej energii w procesie spawania elektrycznego opisuje wzór:
{\displaystyle Q=\left({\frac {V\times I\times 60}{S\times 1000}}\right)\times E,}
gdzie:
{\displaystyle Q} – dostarczona energia [kJ/mm],
{\displaystyle V} – napięcie [V],
{\displaystyle I} – natężenie [A],
{\displaystyle S} – prędkość spawania [mm/min],
{\displaystyle E} – współczynnik charakterystyczny dla danej metody spawania.